# Campoplex semidivisus
Campoplex semidivisus är en stekelart som beskrevs av Julius Theodor Christian Ratzeburg 1844. Campoplex semidivisus ingår i släktet Campoplex och familjen brokparasitsteklar. Inga underarter finns listade.